# Організації Українського Червоного Хреста 1941-1944 рр
Організації Українського Червоного Хреста 1941-1944 рр (УЧХ) — у 1941-1944 рр. існувало декілька організацій Червоного Хреста на території України. Вони проводили гуманітарну діяльність на тимчасово окупованій Третім Рейхом територіях України у часи Другої світової війни. Організації намагалися виконувати ті ж функції що й Товариство Чевроного Хреста України зараз, але позиціонували себе як окремі незалежні організації Червоного Хреста. Ці окремі організації того часу не були визнані Міжнародним Рухом Червоного Хреста і Червоного Півмісяця, оскільки згідно одного з Основоположних принципів — Єдиність — в одній країні може бути лише одне національне товариство Червоного Хреста чи Червоного Півмісяця.

## Історія

Петро Скобельський. Лікар, загинув у лавах УПА в 1945 році.

30 серпня 1941 року у Львові митрополит Андрей Шептицький оголосив про створення Українського Червоного Хреста на тимчасово окупованій Третім Рейхом території України. Головою організації призначили О. Курчаба, а згодом — Т. Воробця. Осередки Українського Червоного Хреста також існували в інших тимчасово окупованих містах України, які співпрацювали з львівською централею. У Києві такий осередок очолював Ф. Богатирчук, у Полтаві — Г. В'юн. Ці осередки допомагали й опікувалися полоненими, хворими пацієнтами та потребуючими.
У 1942 році німецька влада ліквідувала Український Червоний Хрест: спочатку у Львові, а потім — й в інших містах. Їх діяльністю почав займатися відділ суспільної опіки при Українському Центральному Комітеті (УЦК).

### Діяльність УЧХУПА— «Служба здоров'я»
Наприкінці 1942 року на Волині під керівництвом Катерини Зарицької розпочала свою діяльність підпільна «Служба здоров'я» Українського Червоного Хреста при УПА, що впродовж двох років розгорнула свою діяльність на територіях перебування загонів УПА. Український Червоний Хрест УПА мав понад 100 лікарів та 250 студентів, які надавали допомогу пораненим й хворим. У 1949 році діяльність Українського Червоного Хреста УПА було знищено радянською владою.

## Спроби створення УЧХ після Другої світової війни
Після 1945 року в Німеччині та Австрії було кілька спроб створити Український Червоний Хрест в еміграції. Але міжнародна спільнота відхилила ці спроби, оскільки на території України вже існувало Товариство Червоного Хреста України. Після цих невдалих спроб були створені організації з подібними завданнями: спершу Санітарно-Харитативну Службу, а в 1949 році —Українську Медично-Харитативну Службу з розміщенням у Мюнхені.